# Lasiurus xanthinus
Lasiurus xanthinus és una espècie de ratpenat de la família dels vespertiliònids. Viu a Mèxic i els Estats Units. Els seus hàbitats naturals són les sabanes, els boscos recòndits i les zones pastorals o agrícoles. Es tracta d'un animal insectívor. Està amenaçat per la poda de les fulles de palmera per motius cosmètics, així com l'ús de pesticides i la depredació per gats domèstics.